# Proceedings of the National Academy of Sciences of the United States of America
Proceedings of the National Academy of Sciences of the United States of America, hay Kỷ yếu của Viện Hàn lâm Khoa học Quốc gia Hoa Kỳ, thường được viết tắt là PNAS hoặc PNAS USA, là tạp chí khoa học đa ngành được bình duyệt. Đây là tạp chí chính thức của Viện Hàn lâm Khoa học Quốc gia Hoa Kỳ, được xuất bản từ năm 1915. Tạp chí xuất bản các nghiên cứu, đánh giá khoa học, bình luận và thư gốc. Trong các trích dẫn thường được viết tắt là Proc. Natl. Acad. Sci. USA hay PNAS.
Theo Journal Citation Reports (Tạp chí Báo cáo trích dẫn), PNAS có hệ số tác động năm 2019 là 9,412. PNAS là tạp chí khoa học được trích dẫn nhiều thứ hai, với hơn 1,9 triệu trích dẫn tích lũy từ năm 2008–2018. Trên các phương tiện thông tin đại chúng, PNAS đã được mô tả khác nhau như "có uy tín" , "quyến rũ" , 
"nổi tiếng" , và "tác động cao" .